# Epilissus armipes
Epilissus armipes är en skalbaggsart som beskrevs av Lebis 1953. Epilissus armipes ingår i släktet Epilissus och familjen bladhorningar. Inga underarter finns listade i Catalogue of Life.